# Championnat du monde féminin de hockey sur glace 2012
Navigation
Championnat du monde 2011 Championnat du monde 2013
Le Championnat du monde féminin de hockey sur glace 2012 est la quinzième édition de cette compétition organisée par la Fédération internationale de hockey sur glace (IIHF). Elle a lieu du 7 au 14 avril 2012 à Burlington, dans l'État du Vermont aux États-Unis.
Les quatre divisions inférieures sont disputées indépendamment du groupe Élite.

## Division élite

### Présentation

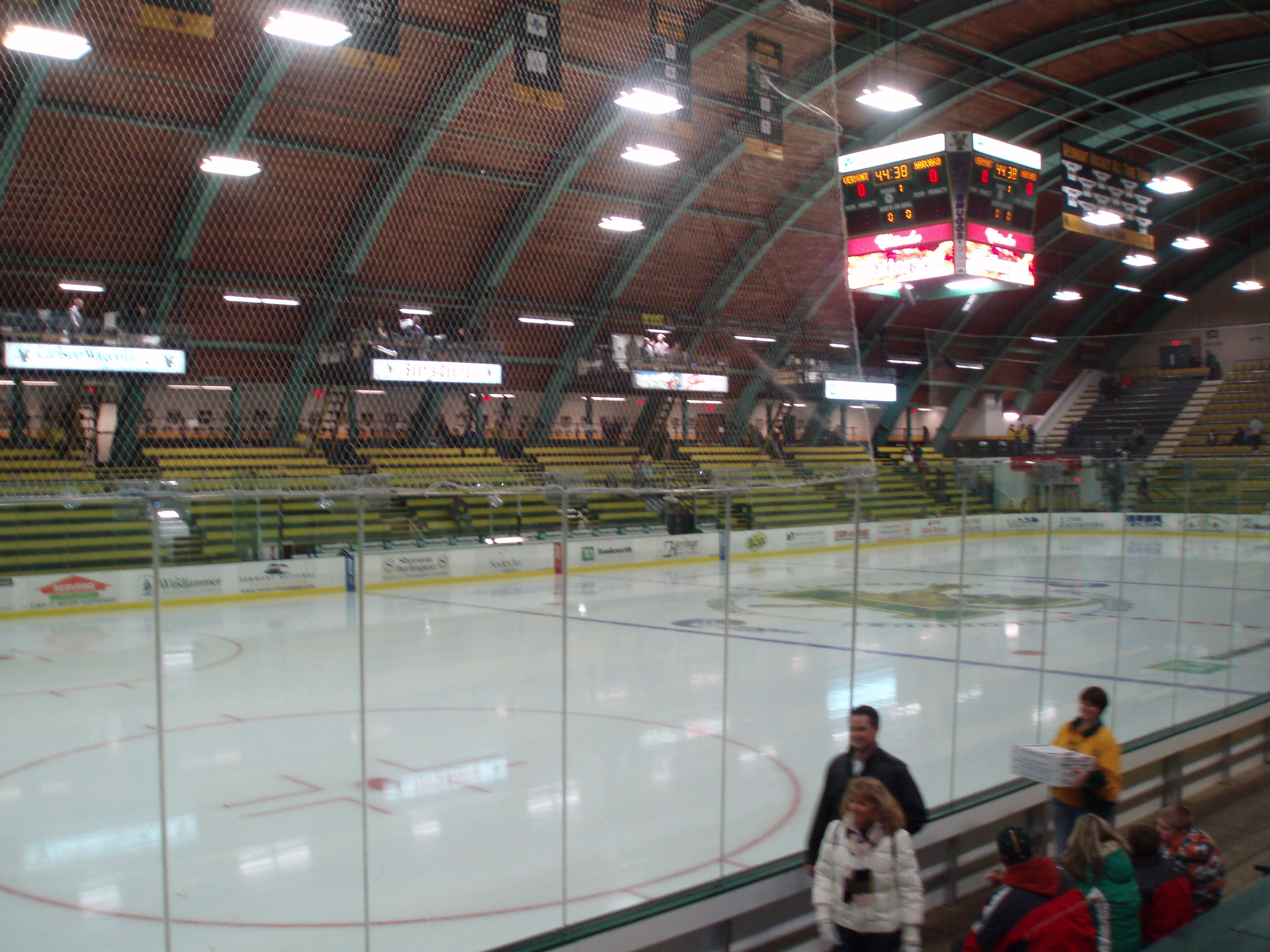
La Gutterson Fieldhouse.

La Division élite a lieu du 7 au 14 avril 2012 aux États-Unis. Il s'agit de la troisième édition disputée dans ce pays après les championnats 1994 et 2001 . Les États-Unis se sont vu attribuer l'organisation de l'édition 2012 en mai 2007, en même temps que le championnat du monde masculin des moins de 18 ans 2009 et de celui junior de 2011.
Le 19 janvier 2011, USA Hockey annonce le choix de Burlington, dans l'État du Vermont, en tant que ville hôte. Les autres villes candidates étaient Minneapolis (Minnesota), Rochester (New York) et Hartford (Connecticut) .
La Gutterson Fieldhouse est la patinoire principale utilisée pour le tournoi où sera disputé douze rencontres dont la finale . D'une capacité de 4 007 spectateurs, elle accueille habituellement les Catamounts du Vermont dans les  championnats féminin et masculin de la NCAA.
La seconde patinoire retenue est la Cairns Arena (en)   de South Burlington. Elle contient 600 places et recevra les dix autres matchs du championnat. Elle est la maison de plusieurs équipes de lycées, juniors et amateurs.

### Format de compétition
Les huit équipes participantes sont réparties en deux groupes de quatre disputés sous la forme de championnats à match simple. Les deux premiers du Groupe A se qualifient directement pour les demi-finales tandis que les troisième et quatrième affrontent respectivement le deuxième et le premier du Groupe B en quarts de finale. S'ensuivent les demi-finales, la finale et les matchs de classement pour la troisième et la cinquième place. De leur côté, les équipes classées aux deux dernières place du Groupe B s'opposent dans une série jouée au meilleur des trois matchs, le perdant étant relégué en Division I-A pour l'édition 2013.
Légende : T : Tenant du titre   -   H : Pays hôte    -    P : promu de la Division I

| Groupe A - États-Unis H , T - Canada - Finlande - Russie | Groupe B - Suède - Suisse - Slovaquie - Allemagne P |

### Tour préliminaire

#### Aperçu des résultats
Légende : Pr. : Prolongation   -   TF : Tirs de fusillade   

| Pays       |      |      |     |  |
| ---------- | ---- | ---- | --- |  |
| Canada     |      |      |     |  |
| États-Unis | 9-2  |      |     |  |
| Finlande   | 2-3  | 0-11 |     |  |
| Russie     | 1-14 | 0-9  | 4-5 |  |

| Pays      |        |     |     |  |
| --------- | ------ | --- | --- |  |
| Allemagne |        |     |     |  |
| Slovaquie | 4-2    |     |     |  |
| Suède     | 2-1 TF | 5-1 |     |  |
| Suisse    | 2-3    | 2-1 | 3-2 |  |

#### Groupe A

##### Classement
| Clt   | Équipe     | PJ | V | VP | D | DP | BP | BC | Diff | Pts |
| ----- | ---------- | -- | - | -- | - | -- | -- | -- | ---- | --- |
| +001, | États-Unis | 3  | 3 | 0  | 0 | 0  | 29 | 2  | +27  | 9   |
| +002, | Canada     | 3  | 2 | 0  | 1 | 0  | 19 | 12 | +7   | 6   |
| +003, | Finlande   | 3  | 1 | 0  | 2 | 0  | 7  | 18 | -11  | 3   |
| +004, | Russie     | 3  | 0 | 0  | 3 | 0  | 5  | 28 | -23  | 0   |

- Qualifié pour les demi-finales
- Qualifié pour les quarts de finale

Pour les significations des abréviations, voir statistiques du hockey sur glace.

#### Groupe B

##### Classement
| Clt   | Équipe    | PJ | V | VP | D | DP | BP | BC | Diff | Pts |
| ----- | --------- | -- | - | -- | - | -- | -- | -- | ---- | --- |
| +001, | Suisse    | 3  | 2 | 0  | 1 | 0  | 7  | 6  | +1   | 6   |
| +002, | Suède     | 3  | 1 | 1  | 1 | 0  | 9  | 5  | +4   | 5   |
| +003, | Allemagne | 3  | 1 | 0  | 1 | 1  | 6  | 8  | -2   | 4   |
| +004, | Slovaquie | 3  | 1 | 0  | 2 | 0  | 6  | 9  | -3   | 3   |

- Qualifié pour les quarts de finale
- Joue le tour de relégation

Pour les significations des abréviations, voir statistiques du hockey sur glace.

### Tour de relégation
Tous les horaires sont locaux (UTC-4). Le tour se joue au meilleur des 3 matches : la 1re équipe qui gagne 2 fois reste en Division Élite. 
| 11 avril 2012 | Allemagne | 2-1 (TB) (0-1, 1-0, 0-0, 0-0, 1-0) | Slovaquie | Cairns Arena |

| Feuille de match | Feuille de match | Feuille de match | Feuille de match | Feuille de match |
| ---------------- | ---------------- | ---------------- | ---------------- | ---------------- |
|                  |                  |                  |                  |                  |
|                  |                  |                  |                  |                  |
|                  |                  |                  |                  |                  |
|                  |                  |                  |                  |                  |

| 13 avril 2012 | Slovaquie | 1-3 (0-1, 0-1, 1-1) | Allemagne | Cairns Arena |

| Feuille de match | Feuille de match | Feuille de match | Feuille de match | Feuille de match |
| ---------------- | ---------------- | ---------------- | ---------------- | ---------------- |
|                  |                  |                  |                  |                  |
|                  |                  |                  |                  |                  |
|                  |                  |                  |                  |                  |
|                  |                  |                  |                  |                  |

### Phase finale

#### Tableau
|  | Quarts de finale                    | Quarts de finale                    |                                     |                                     | Demi-finales                        | Demi-finales                        |  |  | Finale                              | Finale                              |
|  | Quarts de finale                    | Quarts de finale                    |                                     |                                     | Demi-finales                        | Demi-finales                        |  |  | Finale                              | Finale                              |
|  |                                     |                                     |                                     |                                     |                                     |                                     |  |  |                                     |                                     |
|  | 11 avril 2012, Gutterson Fieldhouse | 11 avril 2012, Gutterson Fieldhouse |                                     |                                     | 13 avril 2012, Gutterson Fieldhouse | 13 avril 2012, Gutterson Fieldhouse |  |  | 14 avril 2012, Gutterson Fieldhouse | 14 avril 2012, Gutterson Fieldhouse |
|  | 11 avril 2012, Gutterson Fieldhouse | 11 avril 2012, Gutterson Fieldhouse |                                     |                                     | 13 avril 2012, Gutterson Fieldhouse | 13 avril 2012, Gutterson Fieldhouse |  |  | 14 avril 2012, Gutterson Fieldhouse | 14 avril 2012, Gutterson Fieldhouse |
|  | 11 avril 2012, Gutterson Fieldhouse | 11 avril 2012, Gutterson Fieldhouse | États-Unis                          | 10                                  |                                     |                                     |  |  | 14 avril 2012, Gutterson Fieldhouse | 14 avril 2012, Gutterson Fieldhouse |
|  | Russie                              | 2                                   | États-Unis                          | 10                                  |                                     |                                     |  |  | 14 avril 2012, Gutterson Fieldhouse | 14 avril 2012, Gutterson Fieldhouse |
|  | Russie                              | 2                                   | Suisse                              | 0                                   |                                     |                                     |  |  | 14 avril 2012, Gutterson Fieldhouse | 14 avril 2012, Gutterson Fieldhouse |
|  | Suisse                              | 5                                   | Suisse                              | 0                                   |                                     |                                     |  |  | 14 avril 2012, Gutterson Fieldhouse | 14 avril 2012, Gutterson Fieldhouse |
|  | Suisse                              | 5                                   | 13 avril 2012, Gutterson Fieldhouse | 13 avril 2012, Gutterson Fieldhouse | États-Unis                          | 4                                   |  |  |                                     |                                     |
|  | 11 avril 2012, Gutterson Fieldhouse |                                     | 13 avril 2012, Gutterson Fieldhouse | 13 avril 2012, Gutterson Fieldhouse | États-Unis                          | 4                                   |  |  |                                     |                                     |
|  |                                     | Canada                              | 13 avril 2012, Gutterson Fieldhouse | 13 avril 2012, Gutterson Fieldhouse | 5                                   |                                     |  |  |                                     |                                     |
|  | Finlande                            | Canada                              | 13 avril 2012, Gutterson Fieldhouse | 13 avril 2012, Gutterson Fieldhouse | 5                                   | 2                                   |  |  |                                     |                                     |
|  | Finlande                            | Finlande                            | 1                                   |                                     |                                     | 2                                   |  |  |                                     |                                     |
|  | Suède                               | Finlande                            | 1                                   | 1                                   |                                     |                                     |  |  |                                     |                                     |
|  | Suède                               | Canada                              | 5                                   | 1                                   |                                     |                                     |  |  |                                     |                                     |
|  |                                     | Canada                              | 5                                   | Match pour la 3e place              |                                     |                                     |  |  |                                     |                                     |
|  | Match pour la 5e place              |                                     |                                     |                                     |                                     |                                     |  |  |                                     |                                     |
|  | 13 avril 2012, Cairns Arena         | 13 avril 2012, Cairns Arena         | 14 avril 2012, Gutterson Fieldhouse | 14 avril 2012, Gutterson Fieldhouse |                                     |                                     |  |  |                                     |                                     |
|  | 13 avril 2012, Cairns Arena         | 13 avril 2012, Cairns Arena         | 14 avril 2012, Gutterson Fieldhouse | 14 avril 2012, Gutterson Fieldhouse |                                     |                                     |  |  |                                     |                                     |
|  | Russie                              | 1                                   | Suisse                              | 6                                   |                                     |                                     |  |  |                                     |                                     |
|  | Russie                              | 1                                   | Suisse                              | 6                                   |                                     |                                     |  |  |                                     |                                     |
|  | Suède                               | 2                                   | Finlande                            | 2                                   |                                     |                                     |  |  |                                     |                                     |
|  | Suède                               | 2                                   | Finlande                            | 2                                   |                                     |                                     |  |  |                                     |                                     |

##### Quarts de finale
| 11 avril 2012 | Russie | 2-5 (1-2, 1-3, 0-0) | Suisse | Gutterson Fieldhouse |

| Feuille de match | Feuille de match | Feuille de match | Feuille de match | Feuille de match |
| ---------------- | ---------------- | ---------------- | ---------------- | ---------------- |
|                  |                  |                  |                  |                  |
|                  |                  |                  |                  |                  |
|                  |                  |                  |                  |                  |
|                  |                  |                  |                  |                  |

| 11 avril 2012 | Finlande | 2-1 (2-0, 0-0, 0-1) | Suède | Gutterson Fieldhouse |

| Feuille de match | Feuille de match | Feuille de match | Feuille de match | Feuille de match |
| ---------------- | ---------------- | ---------------- | ---------------- | ---------------- |
|                  |                  |                  |                  |                  |
|                  |                  |                  |                  |                  |
|                  |                  |                  |                  |                  |
|                  |                  |                  |                  |                  |

##### Match pour la cinquième place
| 13 avril 2012 | Russie | 1-2 (pr) (0-1, 0-0, 1-0, 0-1) | Suède | Cairns Arena |

| Feuille de match | Feuille de match | Feuille de match | Feuille de match | Feuille de match |
| ---------------- | ---------------- | ---------------- | ---------------- | ---------------- |
|                  |                  |                  |                  |                  |
|                  |                  |                  |                  |                  |
|                  |                  |                  |                  |                  |
|                  |                  |                  |                  |                  |

##### Demi-finales
| 13 avril 2012 | Canada | 5-1 (2-0, 1-1, 2-0) | Finlande | Gutterson Fieldhouse |

| Feuille de match | Feuille de match | Feuille de match | Feuille de match | Feuille de match |
| ---------------- | ---------------- | ---------------- | ---------------- | ---------------- |
|                  |                  |                  |                  |                  |
|                  |                  |                  |                  |                  |
|                  |                  |                  |                  |                  |
|                  |                  |                  |                  |                  |

| 13 avril 2012 | États-Unis | 10-0 (3-0, 3-0, 4-0) | Suisse | Gutterson Fieldhouse |

| Feuille de match | Feuille de match | Feuille de match | Feuille de match | Feuille de match |
| ---------------- | ---------------- | ---------------- | ---------------- | ---------------- |
|                  |                  |                  |                  |                  |
|                  |                  |                  |                  |                  |
|                  |                  |                  |                  |                  |
|                  |                  |                  |                  |                  |

##### Match pour la troisième place
| 14 avril 2012 | Finlande | 2-6 (2-2, 0-1, 0-3) | Suisse | Gutterson Fieldhouse |

| Feuille de match | Feuille de match | Feuille de match | Feuille de match | Feuille de match |
| ---------------- | ---------------- | ---------------- | ---------------- | ---------------- |
|                  |                  |                  |                  |                  |
|                  |                  |                  |                  |                  |
|                  |                  |                  |                  |                  |
|                  |                  |                  |                  |                  |

##### Finale
| 14 avril 2012 | Canada | 5-4 (1-1, 2-2, 1-1, 1-0) | États-Unis | Gutterson Fieldhouse |

| Feuille de match | Feuille de match | Feuille de match | Feuille de match | Feuille de match |
| ---------------- | ---------------- | ---------------- | ---------------- | ---------------- |
|                  |                  |                  |                  |                  |
|                  |                  |                  |                  |                  |
|                  |                  |                  |                  |                  |
|                  |                  |                  |                  |                  |

### Classement final
| Place              | Équipe     |
| ------------------ | ---------- |
| Médaille d'or      | Canada     |
| Médaille d'argent  | États-Unis |
| Médaille de bronze | Suisse     |
| 4                  | Finlande   |
| 5                  | Suède      |
| 6                  | Russie     |
| 7                  | Allemagne  |
| 8                  | Slovaquie  |

### Médaillées
| Championnes du monde Canada | Meghan Agosta, Gillian Apps, Vicki Bendus, Courtney Birchard, Emmanuelle Blais, Tessa Bonhomme, Bailey Bram, Mélodie Daoust, Sarah Edney, Laura Fortino, Brittany Haverstock, Jayna Hefford, Haley Irwin, Brianne Jenner, Rebecca Johnston, Christina Kessler, Charline Labonté, Geneviève Lacasse, Jocelyne Larocque, Laura McIntosh, Stefanie McKeough, Meaghan Mikkelson, Caroline Ouellette, Cherie Piper, Cassandra Poudrier, Marie-Philip Poulin, Carolyne Prevost, Lauriane Rougeau, Jesse Scanzano, Natalie Spooner, Shannon Szabados, Jennifer Wakefield, Catherine Ward, Tara Watchorn, Catherine White (en) et Hayley Wickenheiser Entraîneur : Dan Church Entraîneurs assistants : Danielle Goyette, Doug Derraugh |

| Argent États-Unis | Kacey Bellamy, Megan Bozek, Hannah Brandt, Caitlin Cahow, Lisa Chesson, Julie Chu, Kendall Coyne, Brianna Decker, Jillian Dempsey, Brittany Dougherty, Meghan Duggan, Molly Engstrom, Amanda Kessel, Hilary Knight, Monique Lamoureux, Jocelyne Lamoureux, Gigi Marvin, Brianne McLaughlin, Michelle Picard, Jenny Potter, Josephine Pucci, Molly Schaus, Anne Schleper, Jen Schoullis, Kelli Stack, Kelley Steadman, Karen Thatcher, Jessie Vetter et Taylor Wasylk Entraîneur : Katey Stone Entraîneurs assistants : Bobby Jay et Laura Halldorson |

| Bronze Suisse | Janine Alder, Livia Altmann, Sophie Anthamatten, Sara Benz, Nicole Bullo, Mariko Dalle, Romy Eggimann, Patricia Elsmore Sautter, Andrea Fischer, Sarah Forster, Angela Frautschi, Jana Heuscher, Nadine Hofstetter, Kathrin Lehmann, Darcia Leimgruber, Julia Marty, Stefanie Marty, Rahel Michielin, Katrin Nabholz, Evelina Raselli, Florence Schelling, Nicole Schneider, Andrea Schranz, Dominique Slongo, Phoebe Stanz, Martina Steck, Anja Stiefel, Sandra Thalmann, Johanna Vuille dit Bille, Isabel Waidacher, Monika Waidacher, Nina Waidacher, Selina Wuttke et Sabrina Zollinger Entraîneur : Rene Kammerer Entraîneurs assistants : Michael FIscher et Marcel Ducoli |

### Récompenses individuelles
Équipe type IIHF :
- Meilleure gardienne : Florence Schelling (SUI)
- Meilleure défenseuse : Jenni Hiirikoski (FIN)
- Meilleure attaquante : Kelli Stack (USA)

### Statistiques individuelles
Pour les significations des abréviations, voir statistiques du hockey sur glace.
| Clt | Joueuse                 | Équipe     | PJ | B | A | Pts | Pun | +/- |
| --- | ----------------------- | ---------- | -- | - | - | --- | --- | --- |
| 1   | Monique Lamoureux-Kolls | États-Unis | 5  | 7 | 7 | 14  | 6   | +9  |
| 2   | Kelli Stack             | États-Unis | 5  | 5 | 8 | 13  | 2   | +6  |
| 3   | Brianna Decker          | États-Unis | 5  | 4 | 6 | 10  | 6   | +13 |
| 4   | Amanda Kessel           | États-Unis | 5  | 3 | 7 | 10  | 0   | +9  |
| 4   | Hayley Wickenheiser     | Canada     | 5  | 3 | 7 | 10  | 4   | +4  |
| 6   | Kendall Coyne           | États-Unis | 5  | 4 | 5 | 9   | 0   | +10 |
| 6   | Jocelyne Lamoureux      | États-Unis | 5  | 4 | 5 | 9   | 8   | +7  |
| 6   | Caroline Ouellette      | Canada     | 5  | 4 | 5 | 9   | 6   | +6  |
| 9   | Jayna Hefford           | Canada     | 5  | 3 | 6 | 9   | 4   | +7  |
| 9   | Gigi Marvin             | États-Unis | 5  | 3 | 6 | 9   | 2   | +4  |

| Clt | Joueuse            | Équipe     | PJ | Min          | BC | Moy  | %Arr  | Bl |
| --- | ------------------ | ---------- | -- | ------------ | -- | ---- | ----- | -- |
| 1   | Sara Grahn         | Suède      | 2  | 120 min 1 s  | 3  | 1,50 | 94,44 | 0  |
| 2   | Florence Schelling | Suisse     | 5  | 288 min 23 s | 16 | 3,33 | 93,19 | 0  |
| 3   | Zuzana Tomcikova   | Slovaquie  | 5  | 304 min 43 s | 14 | 2,76 | 92,09 | 0  |
| 4   | Kim Martin         | Suède      | 3  | 179 min 48 s | 5  | 1,67 | 91,67 | 0  |
| 5   | Vionna Harrer      | Allemagne  | 3  | 185 min 0 s  | 7  | 2,27 | 91,46 | 0  |
| 6   | Noora Räty         | Finlande   | 4  | 234 min 48 s | 15 | 3,83 | 90,32 | 1  |
| 7   | Molly Schaus       | États-Unis | 3  | 181 min 50 s | 7  | 2,31 | 90    | 0  |
| 8   | Shannon Szabados   | Canada     | 4  | 198 min 18 s | 9  | 2,72 | 89,41 | 0  |
| 9   | Anna Prugova       | Russie     | 4  | 219 min 56 s | 16 | 4,36 | 86,67 | 0  |

Nota : seules sont classées les gardiennes ayant joué au minimum 40 % du temps de jeu de leur équipe.
Pour les significations des abréviations, voir statistiques du hockey sur glace.

## Autres Divisions

### Division I-A
La Division I-A se déroule du 25 au 31 mars 2012 à Ventspils en Lettonie. Les rencontres ont lieu au Olimpiskais Centrs. Tout juste promue de Division II, la République tchèque enregistre une nouvelle montée tandis que le Kazakhstan fait le chemin inverse et subit sa seconde descente consécutive.
| Clt   | Équipe         | PJ | V | VP | D | DP | BP | BC | Diff | Pts |
| ----- | -------------- | -- | - | -- | - | -- | -- | -- | ---- | --- |
| +001, | Tchéquie (P)   | 5  | 4 | 0  | 1 | 0  | 19 | 8  | +11  | 12  |
| +002, | Norvège        | 5  | 3 | 1  | 1 | 0  | 20 | 7  | +13  | 11  |
| +003, | Japon          | 5  | 3 | 0  | 2 | 0  | 15 | 10 | +5   | 9   |
| +004, | Autriche       | 5  | 2 | 0  | 3 | 0  | 16 | 18 | -2   | 6   |
| +005, | Lettonie       | 5  | 1 | 1  | 3 | 0  | 5  | 20 | -15  | 5   |
| +006, | Kazakhstan (R) | 5  | 0 | 0  | 3 | 2  | 7  | 19 | -12  | 2   |

- Promu en Division élite pour 2013
- Relégué en Division IB pour 2013

- Meilleures joueuses[37],[38]
  - Meilleure gardienne de but : Radha Lhotská (République tchèque)
  - Meilleure défenseure : Trine Martens (Norvège)
  - Meilleure attaquante : Denise Altmann (Autriche)
  - Meilleure pointeuse : Andrea Dalen (Norvège), 9 points (4 buts et 5 aides)

### Division I-B
La Division I-B se déroule du 9 au 15 avril 2012 à Kingston upon Hull au Royaume-Uni. Les rencontres ont lieu à la Hull Arena. Le Danemark est promu en Division I-A pour l'édition 2013 tandis que l'Italie est reléguée en Division II-A.
| Clt   | Équipe          | PJ | V | VP | D | DP | BP | BC | Diff | Pts |
| ----- | --------------- | -- | - | -- | - | -- | -- | -- | ---- | --- |
| +001, | Danemark        | 5  | 4 | 0  | 1 | 0  | 31 | 6  | +25  | 12  |
| +002, | Chine (R)       | 5  | 4 | 0  | 1 | 0  | 21 | 8  | +13  | 12  |
| +003, | France          | 5  | 4 | 0  | 1 | 0  | 22 | 9  | +13  | 12  |
| +004, | Grande-Bretagne | 5  | 1 | 0  | 4 | 0  | 10 | 17 | -7   | 3   |
| +005, | Pays-Bas (P)    | 5  | 1 | 0  | 4 | 0  | 7  | 34 | -27  | 3   |
| +006, | Italie          | 5  | 1 | 0  | 4 | 0  | 5  | 22 | -17  | 3   |

- Promu en Division IA pour 2013
- Relégué en Division IIA pour 2013

- Meilleures joueuses[41],[42]
  - Meilleure gardienne de but : Yao Shi (Chine)
  - Meilleure défenseure : Charlotte Densing (Danemark)
  - Meilleure attaquante : Sui Run (Chine)
  - Meilleure pointeuse : Henriette Østergaard (Danemark), 15 points (7 buts et 8 aides)

### Division II-A
La Division II-A se déroule du 25 au 31 mars 2012 à Maribor en Slovénie. Les rencontres ont lieu à la Ledna dvorana Tabor. Reléguée à la suite de son forfait en 2012, la Corée du Nord remonte immédiatement. De son côté, la Croatie est relégué en Division II-B pour l'édition 2013.
| Clt   | Équipe               | PJ | V | VP | D | DP | BP | BC | Diff | Pts |
| ----- | -------------------- | -- | - | -- | - | -- | -- | -- | ---- | --- |
| +001, | Corée du Nord (R)    | 5  | 5 | 0  | 0 | 0  | 33 | 7  | +26  | 15  |
| +002, | Hongrie              | 5  | 4 | 0  | 1 | 0  | 26 | 6  | +20  | 12  |
| +003, | Australie            | 5  | 3 | 0  | 2 | 0  | 11 | 12 | -1   | 9   |
| +004, | Nouvelle-Zélande (P) | 5  | 2 | 0  | 3 | 0  | 12 | 23 | -11  | 6   |
| +005, | Slovénie             | 5  | 0 | 1  | 4 | 0  | 7  | 18 | -11  | 2   |
| +006, | Croatie              | 5  | 0 | 0  | 4 | 1  | 4  | 27 | -23  | 1   |

- Promu en Division IB pour 2013
- Relégué en Division IIB pour 2013

- Meilleures joueuses[45],[46]
  - Meilleure gardienne de but : Kristy Bruske (Australie)
  - Meilleure défenseure : Kim Un-Ae (Corée du Nord)
  - Meilleure attaquante : Alexandra Huszak (Hongrie)
  - Meilleure pointeuse : Ri Sol-Gyong (Corée du Nord), 14 points (7 buts et 7 aides)

### Division II-B
La Division II-B se déroule du 10 au 16 mars 2012 à Séoul en Corée du Sud. Les rencontres ont lieu à la Mok-Dong Arena.
Un tournoi de qualification a été prévu dans un premier temps, devant avoir lieu en Espagne entre octobre et décembre 2011. Il devait opposer l'Afrique du Sud, l'Espagne, la Bulgarie, la Turquie et l'Irlande. Le Mexique a déposé une application pour y participer. Tour à tour, la Bulgarie, la Turquie et l'Irlande ont annoncé leur retrait de la compétition, l'Afrique du Sud et l'Espagne obtenant dès lors les deux places qualificatives,.
Un an après sa promotion de Division V, la Pologne enregistre une nouvelle montée.
| Clt   | Équipe         | PJ | V | VP | D | DP | BP | BC | Diff | Pts |
| ----- | -------------- | -- | - | -- | - | -- | -- | -- | ---- | --- |
| +001, | Pologne (P)    | 5  | 4 | 1  | 0 | 0  | 38 | 6  | +32  | 14  |
| +002, | Espagne        | 5  | 4 | 0  | 0 | 1  | 22 | 5  | +17  | 12  |
| +003, | Corée du Sud   | 5  | 2 | 1  | 1 | 1  | 16 | 8  | +8   | 9   |
| +004, | Islande        | 5  | 2 | 0  | 1 | 2  | 11 | 15 | -4   | 7   |
| +005, | Belgique (R)   | 5  | 1 | 0  | 0 | 4  | 7  | 12 | -5   | 3   |
| +006, | Afrique du Sud | 5  | 0 | 0  | 0 | 5  | 4  | 52 | -48  | 0   |

- Promu en Division II-A pour 2013

- Meilleures joueuses[51],[52]
  - Meilleure gardienne : Shin So-Jung (Corée du Sud)
  - Meilleure défenseure : Anna Ágústdóttir (Islande)
  - Meilleure attaquante : Karolina Późniewska (Pologne)
  - Meilleure pointeuse : Karolina Późniewska (Pologne), 13 points (9 buts et 4 aides)